# Juan Paullier
Juan Paullier y Mailhos (Montevideo, 1851 - Montevideo, 3 de junio de 1916) fue un abogado, periodista y político uruguayo.

## Biografía
Fue hijo de José Paullier y Brun (nacido en Cerdeña, Italia, en 1813) y María Mailhos (nacida en Altos Pirineos, Francia). Su hermana fue Ana Paullier y Mailhos. Se casó en Montevideo con Adriana de Mula (hija de José Isidro de Mula y Ángela Antonia Paullier y Mathon), nieta de su tío. Fue padre de dos hijos: Esther y Washington.
Se graduó en Derecho en la Universidad de París y en 1876 regresó a Montevideo. Escribió en el diario La Razón, desde cuyas páginas divulgaba sus ideas liberales en cuestiones filosóficas y políticas. Era políglota y contaba con una biblioteca de más de 30.000 volúmenes.
En 1884 participó en la formación de la Liga Liberal. Ingresó al Parlamento en 1907 como diputado y fue reelecto varias veces. Más tarde fue senador. Fue miembro del Consejo de Instrucción Pública.
Desde el parlamento defendió las reformas sociales del batllismo. En 1915, durante el debate por la jornada de ocho horas expresó como senador: «Si hay en mi patria una industria que no pueda vivir y prosperar más que a la sombra de la explotación del hombre por el hombre, ¡maldita sea esa industria, y cuanto antes desaparezca mejor!»